# تیم ملی کریکت بانوان اندونزی
تیم ملی کریکت بانوان اندونزی تیمی است که نماینده اندونزی در مسابقات بین‌المللی کریکت زنان است. این تیم اولین حضور بین‌المللی خود را در ماه ژانویه ۲۰۱۹ در مسابقات تی۲۰ اسمش زنان تایلند ۲۰۱۹ در بانکوک تجربه کرد.
در آوریل ۲۰۱۸، انجمن بین‌المللی کریکت (ICC) به تمام اعضای خود مجوز کامل مسابقات بین‌المللی توانتی۲۰ زنان (WT20I) را اعطا کرد؛ بنابراین، تمام مسابقات توانتی۲۰ که از روز اول ژوئیه ۲۰۱۸ بین زنان اندونزی و سایر اعضا ICC برگزار شده است در وضعیت کامل WT20I قرار دارند.